# Mlaski
Mlaski (głoski mlaszczące), rzadziej plaski, kliki (ang. clicks, niem. Schnalze) – spółgłoski spotykane w językach mlaskowych, tj. językach rodziny khoisan, niektórych językach bantu (np. w zulu czy xhosa), kilku drobnych językach kuszyckich oraz w języku damin. Polegają na nagłym otwarciu zwarcia przy różnych położeniach warg i języka bez przepływu powietrza z płuc, co wywołuje charakterystyczny „cmokający” dźwięk.
W grafii zapisywane są w różny sposób, w zależności od ortografii danego języka – albo za pomocą zwykłych liter alfabetu łacińskiego, np. w języku xhosa „c”, „x” i „q”, albo przy pomocy dodatkowych znaków specjalnych np. „@” [ʘ] (mlask dwuwargowy), „#” czy „!” [ǃ] (mlask zadziąsłowy). W Polsce badaniem mlasków zajmował się przede wszystkim prof. Roman Stopa.
Wyróżnia się następujące rodzaje mlasków:
- mlask zębowy;
- mlask boczny dziąsłowy;
- mlask zadziąsłowy;
- mlask podniebienny;
- mlask dwuwargowy.

Mlaski występują również w językach europejskich, jako elementy komunikacji paralingwistycznej.